# Шикаки (племя)
Шика́ки или Ше́каки (курд. E'şîra Şikakî) — крупное курдское племя, проживающее во основном в остане Западного Азербайджана, Иран, также некоторые части племени населяют Ирак и некоторые провинции Турций. Первоначально были езидами по вероисповеданию, но после длительной исламизаций обратились в Ислам шиитского толка.

## История
Шикаки до принятия Ислама, веровали в синкретическую монотеистическую религию езидизм, но из-за географического распределения племени и доминирующей религией в Иране, это было шиитское направление Ислама, они исламизировались и им пришлось принять шиизм.
Племя Шикаки впервые упоминается в езидской мишуре (рукописи) 1207 года как одно из племен, связанных с Пир Сини Дарани, езидским святым, представленным в езидской вере как Владыка моря.
В Шарафнаме они упоминаются дважды. Во-первых, в главе об эмирате Бохтан, как одно из четырех племен, живущих в Хаккяри. Во-вторых, в главе об эмирате Айюбидов Хасанкейф.
В османском Дефтере XVI века они упоминаются в регионах Биреджик, Кахта, Джум, Суруч и Равендан и называются «Тайфе-и Экрад-и Шикаки». В другом Дефтере они упоминаются в регионе Чемишгезек.
Среди кланов племени Шикаки есть 'Авдои или Эвдойи. Согласно их устной истории, они пришли из Диярбакыра в 17 веке и поселились к западу от озера Урмия, которое вытеснило племя Дунбули.
Первым известным вождем 'Авдога был Исмаил Ага, который умер в 1816 году и чья могила находится рядом с рекой Наслу. Его внук Джафар Ага был казнен как бандит в Тебризе в 1905 году. Брат Джафара Симко Шикак был ответственен за руководство антихристианской и антиалевитской резней в этом районе до и во время Первой мировой войны, а также за организованное сопротивление режиму Реза-шаха.
Племя Шикак описывались как храбрые воины, и они обучали офицеров и солдат из династии Каджаров со времен правления Ага Мохаммад-хана Каджара.
Также Шикаки в 1747 году обосновали свое феодальное владение на территории северо-западного Ирана, им было Сарабское ханство, которое образовалась при падении государства Надир-шаха как и другие ханства Южного Азербайджана. Оно просуществовала с 1747 по 1819 гг.
Именно племя Шикаки сыграло значительную роль в истории Курдистана, Симко Шикаки, лидер племени, был известен своим восстанием против иранской власти в XX веке.

## Распространение
Племя населяет деревни Акчакушак , Шевримли, Дюгюнюрду, Кочтепе и Ятаганкая в провинции Ширнак в Турции. Кроме того, племя шикаки населяет несколько деревень в провинции Тунджели.
Тюркизированные шиитские части племени исторически населяли Восточный Азербайджан.

## Язык
Шикаки традиционно разговаривают на родном курдском языке, а именно на диалекте курманджи (северный диалект курдского языка), который является самым распространенным диалектом курдского из ныне существующих диалектов.

## Вожди племени
- Исмаил Ага Шикаки (ум. 1816 или 1820)
- Али Хан Шикаки
- Мехмед Ага Шикаки
- Тимур (Теймур) Ага Шикаки
- Джафар Ага Шикаки (ум. 1905)
- Симко Ага Шикаки (1887—1930 )